# Byron Mann
Byron Mann (született: Byron Chan; 1967. augusztus 13.–) hongkongi-amerikai színész.
Ismertebb szerepei közé tartozik Ryu a Street Fighter – Harc a végsőkig, Ezüst Oroszlán A vasöklű férfi és Wing Chau A nagy dobás című filmekben. Feltűnt A Térség, A zöld íjász első évad és a Wu Wei: Az öt elem küzdelme című televíziós sorozatokban is.

## Magánélete
Mann-t érdekli a sport, különösen a tenisz és a golf. Hongkongban az egyik legmagasabb rangú teniszjátékos volt a 16 év alatti osztályban. Wushu harcművészként olyan filmekben mutatta be képességeit, mint a Street Fighter – Harc a végsőkig (1994) és A legyőzhetetlen (2001).
folyékonyan beszél angolul, kantoni és mandarin nyelven, valamint kicsit thaiul.

## Díjak és jelölések
2016-ban Mannt az Amerikai Egyesült Államokban sugárzott tévésorozatban a legjobb színésznek járó Golden Maple-díjra jelölték, a Hell on Wheels című film szerepéért.

## Filmográfia

### Film
| Év   | Magyar cím                        | Eredeti cím                 | Szerep                | Magyar hang                        |
| ---- | --------------------------------- | --------------------------- | --------------------- | ---------------------------------- |
| 2019 | Ne engedd el!                     | Don't Let Go                | Roger Martin őrmester | Bor László                         |
| 2018 | Felhőkarcoló                      | Skyscraper                  | Wu felügyelő          | Széles Tamás                       |
| 2015 | A nagy dobás                      | The Big Short               | Wing Chau             | Rajkai Zoltán                      |
| 2015 | Az igazság mecénása: A feloldozás | Absolution                  | Chi                   | Kisfalusi Lehel                    |
| 2015 |                                   | Jasmine                     | Gyanúsított           |                                    |
| 2014 |                                   | Rise of the Legend          | Fekete holló          |                                    |
| 2013 |                                   | A Stranger in Paradise      | Lek                   |                                    |
| 2012 | A vasöklű férfi                   | The Man with the Iron Fists | Ezüst Oroszlán        | Bozsó Péter                        |
| 2012 |                                   | Cold War                    | Chan Bin              |                                    |
| 2009 | Halálos ellenfél                  | A Dangerous Man             | Ezredes               | Varga Rókus                        |
| 2009 |                                   | Motherland                  | Michael Wong          |                                    |
| 2007 | Egy szőkénél jobb a kettő         | Blonde and Blonder          | Mr. Wong              | Gáspár András                      |
| 2007 |                                   | The Counting House          | Jackie                |                                    |
| 2007 |                                   | Shanghai Kiss               | Jai Li                |                                    |
| 2004 | Lopakodók 3.                      | Sniper 3                    | Quan                  | Rajkai Zoltán                      |
| 2004 | A Macskanő                        | Catwoman                    | Wesley                | Szatmári Attila                    |
| 2003 | A fenevad gyomrában               | Belly of the Beast          | Sunti                 | Fekete Zoltán                      |
| 1999 | Mocskos zsaruk                    | The Corruptor               | Bobby Vu              | Vári Attila                        |
| 1998 | Amerikai sárkányok                | American Dragons            | Árnyék                |                                    |
| 1997 | Vörös sarok                       | Red Corner                  | Lin Dan               | Czvetkó Sándor                     |
| 1995 | Könnyező harcos                   | Crying Freeman              | Koh                   | Galambos Péter                     |
| 1994 | Street Fighter – Harc a végsőkig  | Street Fighter              | Ryu Hoshi             | Háda János                         |
| 1994 | Halálos célpont                   | Deadly Target               | Chang                 | 1. Bardóczy Attila, 2. Csőre Gábor |
| 1994 | Az éjszaka megszállottja          | Possessed by the Night      | Chang                 |                                    |
| 1992 | Szellemhajó                       | Ghost Ship                  | Charlie               |                                    |

### Televízió
| Év      | Magyar cím                  | Eredeti cím             | Szerep                          | Megjegyzés                   |
| ------- | --------------------------- | ----------------------- | ------------------------------- | ---------------------------- |
| 2020    | A S.H.I.E.L.D. ügynökei     | Agents of S.H.I.E.L.D.  | Li                              | Epizód: "After, Before"      |
| 2020    |                             | Little Fires Everywhere | Ed Lan                          | Visszatérő szerep, 3 epizód  |
| 2019    | Wu Wei: Az öt elem küzdelme | Wu Assassins            | Uncle Six                       | főszerep                     |
| 2018    | Valós halál                 | Altered Carbon          | Takeshi Kovacs / Dimitri Kadmin | Visszatérő szerep, 3 epizód  |
| 2017-18 | A Térség                    | The Expanse             | Augusto Nguyễn tábornok         | Visszatérő szerep, 8 epizód  |
| 2016-18 |                             | Blood and Water         | Evan Ong                        | Visszatérő szerep, 16 epizód |
| 2016    | NCIS: Los Angeles           | NCIS: Los Angeles       | Zhang Kiu                       | Epizód: "Black Market"       |
| 2016    | Csúcsformában               | Rush Hour               | Fong                            | Visszatérő szerep, 2 epizód  |